# Beto Richa
Carlos Alberto Richa (Londrina, 29 de julho de 1965), mais conhecido como Beto Richa é um engenheiro civil e político brasileiro filiado ao Partido da Social Democracia Brasileira. Exerceu os cargos de deputado estadual, vice-prefeito e prefeito da capital, governador e atualmente é deputado federal pelo Paraná.

## Primeiros anos e educação
Richa é filho de José Richa, ex-governador do Paraná (1983-1986), e de Arlete Vilela Richa. Seus avós paternos eram imigrantes árabes de origem libanesa.
É casado com a bacharel em direito Fernanda Bernardi Vieira Richa, filha do banqueiro Tomás Edison de Andrade Vieira e da professora Didi Bernardi. Ela é neta de Avelino Antônio Vieira, político e banqueiro, dono do Bamerindus e sobrinha do senador e ministro José Eduardo de Andrade Vieira. Beto e Fernanda tiveram três filhos: André Richa, Rodrigo Richa e Marcello Richa, ex-presidente nacional da juventude do PSDB.
Em Londrina iniciou os estudos do ensino fundamental na Escola Estadual Hugo Simas. Quando adolescente mudou-se para Curitiba, onde frequentou o ensino médio no Colégio Bom Jesus. Formou-se em Engenharia Civil pela Pontifícia Universidade Católica do Paraná (PUC-PR).

## Vida pública
Sua primeira disputa eleitoral foi em 1992, sendo candidato a vereador em Curitiba pelo PSDB, obtendo em sua primeira eleição 1.882 votos. Com isso não conseguiu se eleger vereador faltando 240 votos e ficou como primeiro suplente do partido. Na época, Richa tinha 27 anos.
Em 1994, foi eleito deputado estadual com 22 mil votos. Quatro anos mais tarde, foi reeleito com 44.839 votos, tendo recebido o dobro de votos da primeira eleição que disputou.
Beto Richa foi escolhido em 2000 para ser o candidato a vice-prefeito de Cassio Taniguchi. Eleito, assumiu no primeiro ano de mandato a Secretaria Municipal de Obras Públicas.
Em 2002 candidatou-se ao governo do estado do Paraná pelo PSDB e obteve 888.796 votos, alcançando a terceira posição daquele pleito. No ano seguinte, reassumiu a vice-prefeitura de Curitiba.
Em 2004, aos 39 anos, Richa derrotou o candidato do Partido dos Trabalhadores, Ângelo Vanhoni, na eleição municipal de Curitiba, elegendo-se prefeito com 494.440 votos, 54,78% do total.
Em 2008, com a elevada aprovação dos curitibanos e com o apoio de lideranças importantes do Paraná, Richa foi reeleito prefeito de Curitiba ainda no primeiro turno com 778.514 votos, que equivalem a 77,27% dos votos válidos, derrotando a candidata do Partido dos Trabalhadores Gleisi Hoffmann, que ficou com a segunda colocação com 18,17% dos votos.
Em 30 de março de 2010, renunciou ao mandato na Prefeitura de Curitiba para concorrer ao Governo do estado do Paraná e em 3 de outubro de 2010 foi eleito governador do estado no primeiro turno, com 3.039.774 de votos.

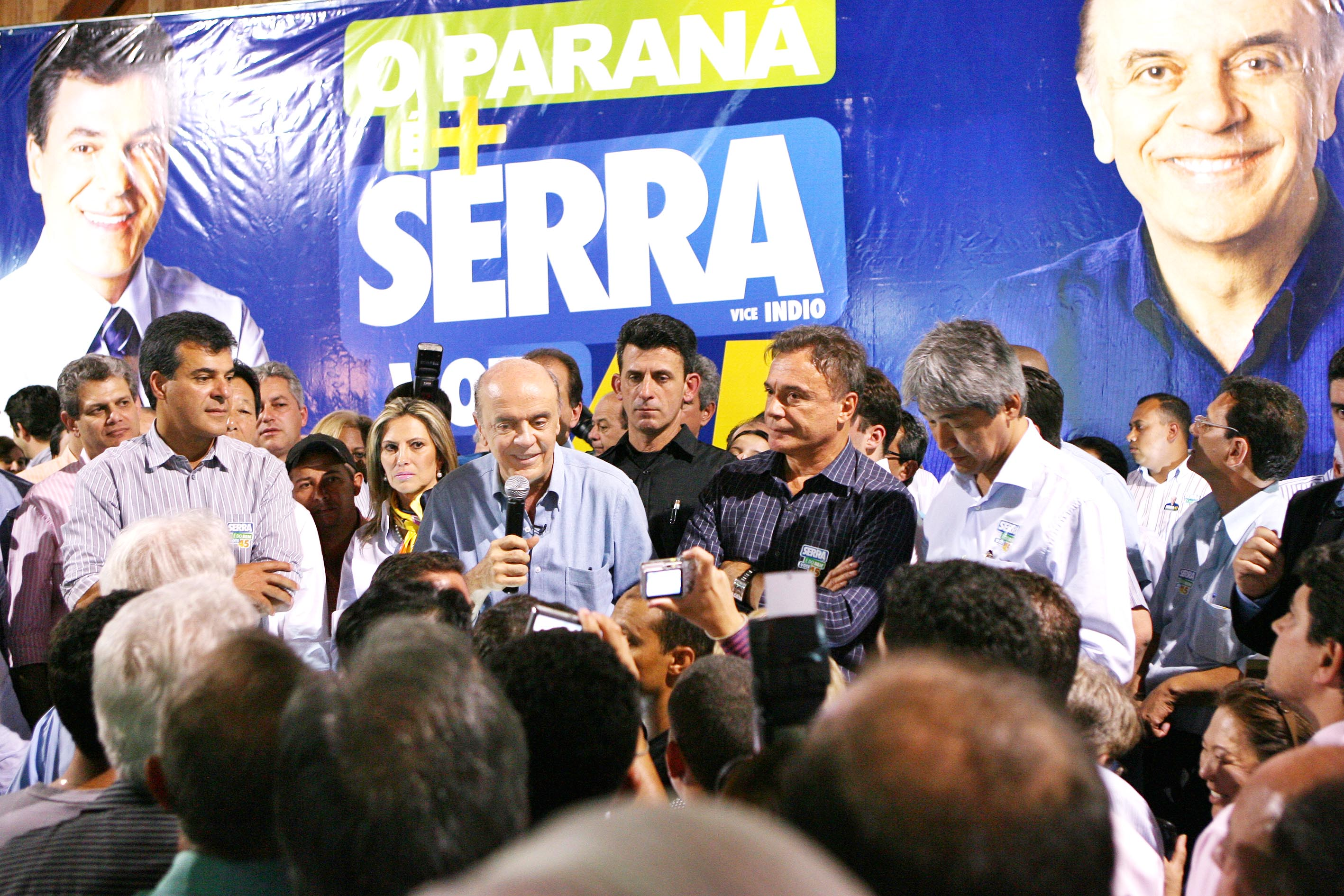
Beto Richa com o então presidenciável José Serra e o então senador Álvaro Dias em comicio.

No dia 5 de outubro de 2014, foi reeleito governador do Estado do Paraná no primeiro turno com 3.301.322, que representam 55,67% dos votos válidos, sendo que o senador Roberto Requião ficou com 1.634.316 (27,56%) e a senadora Gleisi Hoffmann com 881.857 (14,87%).
Nas eleições de 2018, foi candidato ao Senado Federal, mas não foi eleito, ficando em sexto lugar com 3,73% dos votos.

### Deputado estadual
Durante dois mandatos na Assembleia Legislativa do Paraná, Beto Richa apresentou grande número de projetos, muitos deles resultaram em leis. Algumas foram exemplares para o País, como a Lei 11.255/94 que garantiu indenizações às famílias de ex-presos políticos. Outra importante lei é a 11.562/96 que obriga as instituições financeiras a instalar câmeras e sistema de monitoramento nos caixas eletrônicos e manter um vigilante durante o período de funcionamento do serviço.
No seu segundo mandato na Assembleia Legislativa do Paraná, Beto Richa aprovou mais de 20 projetos, os quais foram transformados em leis. Também é de autoria de Richa a lei que instituiu o Fundo Estadual de Prevenção ao Uso de Drogas (Funpred).
Ainda como deputado, integrou as Comissões Permanentes da Assembleia Legislativa. Foi vice-presidente da Comissão de Finanças e membro das Comissões de Constituição e Justiça, Obras Públicas, Transportes e Comunicações, e de Direitos Humanos e da Cidadania. Foi suplente das Comissões de Turismo e Saúde Pública.

### Prefeito de Curitiba (2005-2010)
Em sua primeira gestão, quando assumiu a frente executiva da prefeitura municipal, Richa aprofundou o acervo de políticas públicas da cidade, orientado pelo planejamento ambiental e focou na construção de convergências estruturais nas relações sociais, econômicas e culturais.
Esta nova hierarquia se rege pelo desenvolvimento sustentável e determinou uma série de investimento em infraestrutura social e urbana. Às regiões com os menores indicadores de desenvolvimento humano foram direcionados 70% dos recursos orçamentários, destacadamente nas áreas de educação, saúde, moradia popular, segurança alimentar, proteção social, transporte público e estrutura viária.
Ainda na primeira gestão, criou a Secretaria Antidrogas, que atua na prevenção e conscientização contra o tráfico e o consumo de drogas, através de programas dirigidos a jovens e adolescentes residentes nos bairros socialmente mais vulneráveis.
A prioridade no combate à exclusão foi harmonizada com o desenvolvimento econômico, assim como com a preservação ambiental.
Beto Richa intensificou o diálogo com a população, promovendo, em quatro anos, 245 audiências públicas – realizadas em todos os 75 bairros de Curitiba -, nas quais as comunidades organizadas puderam participar diretamente da definição do orçamento e dos programas e políticas públicas municipais.
Richa concluiu a primeira etapa da Linha Verde, obra viária de 9,2 quilômetros de extensão que integra a cidade, institui o sexto corredor de transporte público e estimulou a criação de um novo eixo de desenvolvimento econômico. A obra, planejada por governos anteriores, foi executada por Beto Richa e custou aos cofres públicos 154 milhões de reais.

### Governador do Paraná (2011-2018)
Beto Richa assumiu o governo do Paraná em 1 de janeiro de 2011, tendo como principais bandeiras priorizar as áreas de educação, saúde, segurança pública, proteção social, agricultura e infraestrutura.
Já no primeiro ano de mandato anunciou a criação do programa Paraná Competitivo para incentivar o setor produtivo a atrair novas indústrias. Modernizou o parque industrial paranaense, criou o programa Paraná Seguro com a contratação de dez mil policiais e forte incremento no orçamento da secretaria de segurança pública e implantou medidas para minimizar os efeitos das chuvas no litoral paranaense.
O programa Paraná Competitivo atraiu mais de R$ 20 bilhões para o Paraná, gerando empregos principalmente no interior do estado que representa 65% dos cerca de 280 mil novos postos de trabalho abertos.
Já o programa Paraná Seguro incorporou 3.127 militares, além de novos policiais civis e bombeiros. Além também da renovação da frota de viaturas com a aquisição de 1.470 novos veículos.
Lançou o programa Mãe Paranaense para reforçar o atendimento a gestantes e recém nascidos, tendo como resultado a redução da mortalidade materna em 40%.
O programa Família Paranaense foi criado com o intuito de desenvolver políticas públicas para atender famílias em alto risco de vulnerabilidade social. Uma das metas é resolver o problema de habitação de 100 mil famílias paranaenses até 2014.
Em sua gestão, Beto Richa, destinou cerca de R$ 1,5 bilhão para os 399 municípios em repasses a fundo perdido, convênios e financiamentos, sendo considerado um governador municipalista. Com o Plano de Apoio ao Desenvolvimento dos Municípios (PAM), estão sendo destinados R$ 150 milhões a fundo perdido para cidades com menos de 50 mil habitantes.
Em dezembro de 2011, o Ibope apontou Richa como o segundo mais popular governador do Brasil, alcançando 74% de aprovação, perdendo somente para o governador de Pernambuco, Eduardo Campos. Em fevereiro de 2013, o Ibope apontou sua aprovação em 73%.
Sua gestão a frente do executivo paranaense ocorreu entre 1 de janeiro de 2011 e 6 de abril de 2018, renunciando ao cargo para concorrer a uma vaga ao Senado Federal nas eleições de outubro de 2018. Contudo, a tentativa foi fracassada, eram duas vagas disponíveis para o cargo e Richa ficou apenas em sexto lugar com 3,73% dos votos válidos.

## Controvérsias

### Confronto com professores
Em 29 de abril de 2015, servidores do estado do Paraná, liderados por professores e alunos da rede estadual, se mobilizaram para uma manifestação contra o projeto de lei que promovia mudanças no custeio do Regime Próprio da Previdência Social dos servidores estaduais. No ato, os manifestantes foram reprimidos pela Tropa de Choque ao permanecerem em frente à Assembleia Legislativa do Paraná (Alep). 213 pessoas, entre manifestantes e policiais, foram feridas. Não se via tal episódio no Paraná desde 30 de agosto de 1988, quando os professores em greve também foram reprimidos pela polícia no governo de Álvaro Dias (PSDB). A grande repercussão teve proporções nacionais e internacionais. Em entrevista Richa culpou o confronto aos black blocs. Um vídeo divulgado na Internet mostra a reação de pessoas de dentro do Palácio Iguaçu comemorando a ação dos policiais reprimindo os manifestantes no Centro Cívico.
No sábado anterior ao ato contra o projeto, o governo solicitara reforço para a Câmara legislativa do estado, a fim de garantir que seu projeto fosse votado.
No dia 30 de abril de 2015, um dia após o conflito, e após os deputados votarem a favor do projeto, o governador sancionou o projeto de lei que promoveu mudanças no custeio da Paraná Previdência. Em fevereiro, ele havia retirado outro projeto apresentado na Alep e fez modificações antes de submetê-lo novamente à votação, após os servidores estaduais ocuparem o plenário da Assembleia em meio à votação.

### Condenação por uso de verbas em viagem oficial
Em agosto de 2018, foi condenado em segunda instância por realizar uma parada em Paris por dois dias com o uso de dinheiro público em rota para missão oficial na China.

### Prisões
Em 11 de setembro de 2018, o Grupo de Atuação Especial de Combate ao Crime Organizado (GAECO) prendeu-o a pedido do Ministério Publico do estado do Paraná. Detiveram também sua esposa, Fernanda Richa, e seu ex-chefe de gabinete do estado do Paraná, Deonlison Roldo. Richa ainda foi alvo da Operação Lava Jato no mesmo dia. A operação investigava o envolvimento de funcionários públicos e empresários com a empreiteira Odebrecht (atual Novonor) no favorecimento de licitação para obras na rodovia estadual PR-323. Em 14 de setembro, o ministro Gilmar Mendes, do Supremo Tribunal Federal, determinou a soltura de Richa e dos outros presos pela operação. Mendes opinou que "há indicativos de que tal prisão tem fundo político, com reflexos sobre o próprio sistema democrático e a regularidade das eleições que se avizinham." Afirmou, ainda, que a prisão era "destituída de qualquer fundamento."
Em 29 de janeiro de 2019, voltou a ser preso preventivamente e denunciado pelo Ministério Público Federal, onde Richa era acusado de corrupção passiva e pertencimento a organização criminosa em um esquema de propina em contratos de concessão de pedágio. Um esquema pode ter desviado pelo menos 8,4 bilhões de reais, por meio do aumento de tarifas de pedágio do Anel de Integração, e de obras rodoviárias não realizadas. A propina supostamente paga em troca dos benefícios, conforme os investigadores, foi estimada em pelo menos 35 milhões de reais. Em 1 de fevereiro, Richa foi solto por ordem do presidente do Superior Tribunal de Justiça, João Otávio de Noronha, que considerou que não havia motivos para a prisão; Noronha concedeu um salvo-conduto impedindo que Richa fosse preso pela mesma operação.
Em 19 de março de 2019, voltou a ser preso pela terceira vez em um desdobramento da Operação Quadro Negro, que apura desvios de mais de R$ 20 milhões em obras de escolas públicas, mas novamente foi solto em 04 de abril de 2019, após ter o pedido de liberdade aceito pela 2ª Câmara Criminal do Tribunal de Justiça do Paraná (TJ-PR) durante a tarde.

## Desempenho eleitoral
| Ano  | Eleição               | Cargo             | Partido | Partido | Coligação                                                                                                | Titulares/Vices /Suplentes   | Votos para Richa | Votos para Richa | Votos para Richa | Votos para Richa | Resultado  | Ref |
| Ano  | Eleição               | Cargo             | Partido | Partido | Coligação                                                                                                | Titulares/Vices /Suplentes   | T.               | Total            | %                | P.               | Resultado  | Ref |
| ---- | --------------------- | ----------------- | --- | ------- | --- | ---------------------------- | ---------------- | ---------------- | ---------------- | ---------------- | ---------- | --- |
| 1992 | Municipal de Curitiba | Vereador          | | PSDB    | Partido Isolado                                                                                          | —                            | 1°               | 1.882            | -                | -                | Suplente   |     |
| 1994 | Estadual do Paraná    | Deputado Estadual | Movimento Paraná Novos Caminhos (PDT, PTB, PSDB, PFL, PV)                                                            | PSDB    | — | 1°                           | 21.271           | 0,66%            | 37°              | Eleito           | [ 68 ]     |     |
| 1998 | Estadual do Paraná    | Deputado Estadual | | PTB     | Movimento Paraná Segue em Frente (PFL, PTB, PPB, PL, PSB, PPS, PSC, PSD, PST, PRN, PRP, PSL, PTN, PTdoB) | —                            | 1°               | 44.838           | 1,09%            | 12°              | Eleito     |     |
| 2000 | Municipal de Curitiba | Vice-prefeito     | Movimento Curitiba Sempre Com Você (PFL, PL, PPB, PRN, PRP, PSB, PSC, PSD, PSL, PST, PTdoB, PTB, PTN)                | PTB     | Titular: Cássio Taniguchi (PFL)                                                                          | 1°                           | 378.993          | 43,97%           | 1°               | Segundo turno    | [ 69 ]     |     |
| 2000 | Municipal de Curitiba | Vice-prefeito     | Movimento Curitiba Sempre Com Você (PFL, PL, PPB, PRN, PRP, PSB, PSC, PSD, PSL, PST, PTdoB, PTB, PTN)                | PTB     | Titular: Cássio Taniguchi (PFL)                                                                          | 2°                           | 462.811          | 51,48%           | 1°               | Eleito           | [ 69 ]     |     |
| 2002 | Estadual do Paraná    | Governador        | | PSDB    | O Paraná de Todos Nós (PSDB, PFL, PSL, PAN)                                                              | Vice: Lubomir Ficinski (PFL) | 1°               | 888.837          | 17,27%           | 3°               | Não eleito |     |
| 2004 | Municipal de Curitiba | Prefeito          | Curitiba Melhor para você (PSDB, PSB, PTN, PP, PDT, PSL,PAN, PRONA)                                                  | PSDB    | Vice: Luciano Ducci (PSB)                                                                                | 1°                           | 329.451          | 35,05%           | 1°               | Segundo turno    | [ 70 ]     |     |
| 2004 | Municipal de Curitiba | Prefeito          | Curitiba Melhor para você (PSDB, PSB, PTN, PP, PDT, PSL,PAN, PRONA)                                                  | PSDB    | Vice: Luciano Ducci (PSB)                                                                                | 2°                           | 494.440          | 54,78%           | 1°               | Eleito           | [ 70 ]     |     |
| 2008 | Municipal de Curitiba | Prefeito          | Curitiba - O Trabalho Continua (PSDB, PSB, PPS, DEM, PDT, PR, PSL, PRP, PSDC, PP, PTN)                               | PSDB    | Vice: Luciano Ducci (PSB)                                                                                | 1°                           | 778.514          | 77,27%           | 1°               | Eleito           | [ 71 ]     |     |
| 2010 | Estadual do Paraná    | Governador        | Novo Paraná (PSDB, PP, DEM, PSB, PTB, PPS, PRB, PHS, PMN, PSDC, PSL, PTC, PTN, PR)                                   | PSDB    | Vice: Flávio Arns (PSDB)                                                                                 | 1°                           | 3.039.774        | 52,44%           | 1°               | Eleito           | [ 72 ]     |     |
| 2014 | Estadual do Paraná    | Governador        | Todos Pelo Paraná (PSDB, PROS, PSD, PP, PR, DEM, PSB, PTB, Solidariedade, PPS, PSC, PEN, PHS, PMN, PSDC, PSL, PTdoB) | PSDB    | Vice: Cida Borghetti (PROS)                                                                              | 1°                           | 3.301.322        | 55,67%           | 1°               | Eleito           | [ 73 ]     |     |
| 2018 | Estadual do Paraná    | Senador           | Paraná Decide (PSDB, PP, PSB, PTB, DEM, PROS, PMN, PMB)                                                              | PSDB    | 1°- Nelson Padovani (PSDB) 2°- Maria Iraclézia (DEM)                                                     | 1°                           | 377.872          | 3,73%            | 6°               | Não eleito       | [ 74 ]     |     |
| 2022 | Estadual do Paraná    | Deputado Federal  | Federação PSDB Cidadania (PSDB, Cidadania)                                                                           | PSDB    | — | 1°                           | 64.868           | 1,06%            | 29°              | Eleito           | [ 75 ]     |     |